# ألين فرانسيس
ألين فرانسيس (بالإنجليزية: Allen Frances)‏ هو طبيب نفسي أمريكي، ولد في 1942 في نيويورك في الولايات المتحدة.